# غانم حميد
غانم حميد هو ممثل ومخرج عراقي ولد في سنة 1964 في النجف وشغل منصب مدير المسارح العراقية وشارك في تأسيس العديد من القنوات التلفزيونية، وإدارة بعضها والإشراف على البعض الآخر، كما أسس مجلة الحياة، وصحيفة الحياة، وإذاعتها، وشركة الحياة للإنتاج التفزيوني، رئس لجان تحكيم عدة برامج تلفزيونية منها الغنائي والمسرحي والسينمائي وغيرها، كما أدار العديد من المهرجانات ونجح في ذلك، وأخرج العديد من المسرحيات منها المومياء، الطبيب الطيب، مكاشفات، الباي باي وغيرها. وشارك في العديد من المسلسلات التلفزيونية مثل رجال الظل، مناوي باشا بثلاثة اجزاء، حكايات المدن الثلاث، رباب وغيرها الكثير، كما أخرج العديد من البرامج التلفزيونية مثل «عراق ستار، نجوم الشعر، الشعر والناس، حية ودرج، بين السياسة والفن» وبرامج أخرى.

## أعماله
لدى غانم حميد عدة أعمال مسرحية وتمثيلية أهمها:

### الأفلام
| سنة الإنتاج | الفيلم          | الشخصية |
| ----------- | --------------- | ------- |
| 1998        | الشوارع الخلفية | ضيف شرف |
| 2012        | ممنوع           |         |

### المسلسلات
| السنة | اسم المسلسل               | الشخصية  |
| ----- | ------------------------- | -------- |
| 1996  | رجال الظل                 |          |
| 1997  | حكاية المدن الثلاث        |          |
| 2000  | مناوي باشا                | زامل     |
| 2002  | أبو الطيب المتنبي         | ابن رائق |
| 2002  | شارع أربعين               |          |
| 2003  | الأصمعي                   |          |
| 2004  | مناوي باشا (الجزء الثاني) | زامل     |
| 2006  | مناوي باشا (الجزء الثالث) | زامل     |
| 2012  | بنت المعيدي               |          |
| 2012  | م.م                       |          |
| 2013  | رباب                      |          |

### البرامج التي قدمها
| سنة الإنتاج | اسم البرنامج            | عرض على        |
| ----------- | ----------------------- | -------------- |
| 2001        | الانصاف في مسائل الخلاف | تلفزيون الشباب |

### المسرحيات
- مسرحية «الذي ظل في هذيانه يقظا»
- مسرحية «هذيان الذاكرة المر»
- مسرحية «سن العقل»
- مسرحية «هيروسترات»[12]
- مسرحية «مملكة الوعول»
- مسرحية «المومياء»
- مسرحية «المكاشفات»
- مسرحية «الطبيب الطيب»
- مسرحية «الباي.....باي»
- مسرحيته " The Home": عمل غانم حميد مسرحية بأسم (The Home) ولكنها منعت من العرض وأحال بسببها إلى اللجان التحقيقية ولكن في مقابلة له قال انه سيبلغ اقصى مساعيه لعرضها وستعرض.[13]

## الأعمال التي أخرجها

### البرامج التلفزيونية
- «عراق ستار» على قناة السومرية
- «نجوم الشعر» على قناة السومرية
- «الشعر والناس» على قناة السومرية
- «حية ودرج» على قناة سامراء الفضائية

### المسرحيات
- «ردهة رقم 6»[14]